# Listrac-de-Durèze
Listrac-de-Durèze é uma comuna francesa na região administrativa da Nova Aquitânia, no departamento da Gironda. Estende-se por uma área de 5,29 km². Em 2010 a comuna tinha 175 habitantes (densidade: 33,1 hab./km²).